# Rostelecom Cup 2016
Rostelecom Cup 2016 – trzecie w kolejności zawody łyżwiarstwa figurowego z cyklu Grand Prix 2016/2017. Zawody rozgrywano od 4 do 6 listopada 2016 roku w hali Megasport Arena w Moskwie.
Zwycięzcą wśród solistów został reprezentant Hiszpanii Javier Fernández. W rywalizacji kobiet triumfowała reprezentantka gospodarzy Anna Pogoriła. Wśród par sportowych złoto zdobyła para niemiecka Alona Sawczenko i Bruno Massot, natomiast wśród par tanecznych zwyciężyli gospodarze Jekatierina Bobrowa i Dmitrij Sołowjow.

## Wyniki

### Soliści
| Poz. | Zawodnik            | Nota łączna | SP | SP    | FS | FS     |
| ---- | ------------------- | ----------- | -- | ----- | -- | ------ |
| 1    | Javier Fernández    | 292,98      | 2  | 91,55 | 1  | 201,43 |
| 2    | Shōma Uno           | 285,07      | 1  | 98,59 | 2  | 186,48 |
| 3    | Alexei Bychenko     | 255,52      | 4  | 86,81 | 3  | 168,71 |
| 4    | Michaił Kołada      | 245,30      | 3  | 90,28 | 6  | 155,02 |
| 5    | Max Aaron           | 235,58      | 8  | 73,64 | 4  | 161,94 |
| 6    | Elladj Baldé        | 225,45      | 6  | 76,36 | 8  | 149,09 |
| 7    | Keiji Tanaka        | 224,91      | 10 | 69,13 | 5  | 155,78 |
| 8    | Chafik Besseghier   | 223,98      | 5  | 80,68 | 10 | 143,30 |
| 9    | Gordiej Gorszkow    | 223,51      | 9  | 73,37 | 7  | 150,14 |
| 10   | Artur Dmitrijew Jr. | 221,52      | 7  | 76,06 | 9  | 145,46 |
| 11   | Deniss Vasiļjevs    | 203,77      | 12 | 62,40 | 11 | 141,37 |
| 12   | Alexander Majorov   | 192,14      | 11 | 67,80 | 12 | 124,34 |

### Solistki
| Poz. | Zawodniczka            | Nota łączna | SP | SP    | FS | FS     |
| ---- | ---------------------- | ----------- | -- | ----- | -- | ------ |
| 1    | Anna Pogoriła          | 215,21      | 1  | 73,93 | 1  | 141,28 |
| 2    | Jelena Radionowa       | 195,60      | 2  | 71,93 | 2  | 123,67 |
| 3    | Courtney Hicks         | 182,98      | 6  | 63,68 | 3  | 119,30 |
| 4    | Li Zijun               | 181,83      | 5  | 63,89 | 4  | 117,94 |
| 5    | Elizabiet Tursynbajewa | 181,32      | 4  | 64,31 | 5  | 117,01 |
| 6    | Yura Matsuda           | 177,65      | 7  | 61,57 | 6  | 116,08 |
| 7    | Nicole Rajičová        | 167,56      | 8  | 57,91 | 7  | 109,65 |
| 8    | Roberta Rodeghiero     | 159,80      | 12 | 52,57 | 8  | 107,23 |
| 9    | Anastasija Gałustian   | 159,26      | 9  | 55,93 | 9  | 103,33 |
| 10   | Angelina Kučvaļska     | 151,09      | 11 | 54,29 | 10 | 96,80  |
| 11   | Kanako Murakami        | 151,03      | 10 | 55,25 | 11 | 95,78  |
| 12   | Julija Lipnicka        | 148,46      | 3  | 69,25 | 12 | 79,21  |

### Pary sportowe

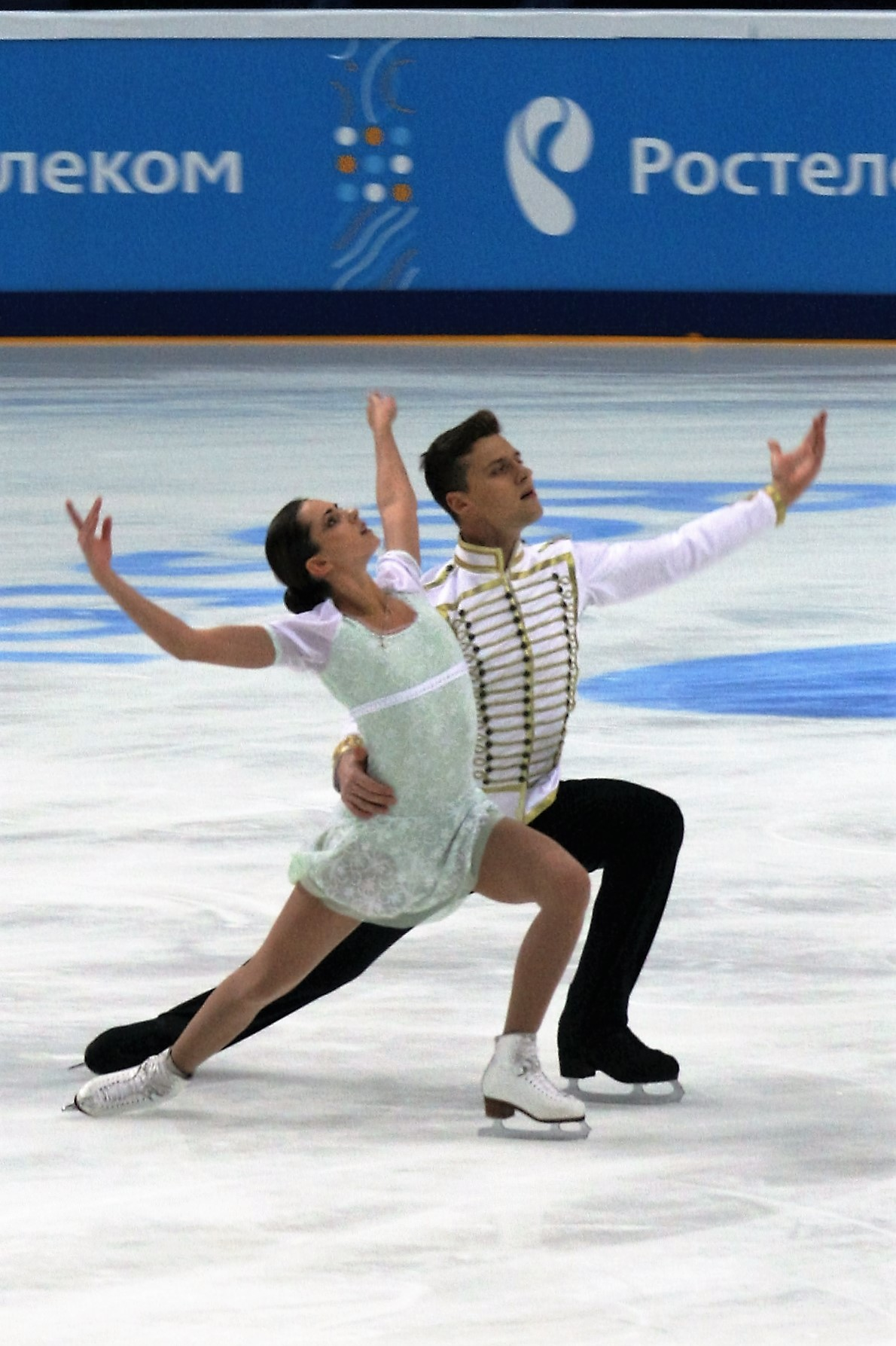
Zdobywcy 2. miejsca w parach sportowych – Natalja Zabijako / Aleksandr Enbiert (RUS)

| Poz. | Zawodnicy                             | Nota łączna | SP | SP    | FS | FS     |
| ---- | ------------------------------------- | ----------- | -- | ----- | -- | ------ |
| 1    | Alona Sawczenko / Bruno Massot        | 207,89      | 2  | 69,51 | 1  | 138,38 |
| 2    | Natalja Zabijako / Aleksandr Enbiert  | 197,77      | 1  | 69,76 | 2  | 128,01 |
| 3    | Kristina Astachowa / Aleksiej Rogonow | 188,74      | 4  | 65,51 | 3  | 123,23 |
| 4    | Valentina Marchei / Ondřej Hotárek    | 187,61      | 3  | 66,82 | 5  | 120,79 |
| 5    | Julianne Séguin / Charlie Bilodeau    | 183,37      | 5  | 61,72 | 4  | 121,65 |
| 6    | Camille Ruest / Andrew Wolfe          | 167,19      | 7  | 60,09 | 6  | 107,10 |
| 7    | Alisa Jefimowa / Aleksandr Korowin    | 165,07      | 6  | 61,27 | 7  | 103,80 |
| 8    | Goda Butkutė / Nikita Ermolaev        | 137,08      | 8  | 47,39 | 8  | 89,69  |

### Pary taneczne
| Poz. | Zawodnicy                                    | Nota łączna | SD | SD    | FD | FD     |
| ---- | -------------------------------------------- | ----------- | -- | ----- | -- | ------ |
| 1    | Jekatierina Bobrowa / Dmitrij Sołowjow       | 186,68      | 2  | 74,92 | 1  | 111,76 |
| 2    | Madison Chock / Evan Bates                   | 182,13      | 1  | 75,04 | 3  | 107,09 |
| 3    | Kaitlyn Weaver / Andrew Poje                 | 178,57      | 3  | 69,81 | 2  | 108,76 |
| 4    | Charlène Guignard / Marco Fabbri             | 170,45      | 4  | 67,72 | 4  | 102,73 |
| 5    | Tiffany Zahorski / Jonathan Guerreiro        | 156,95      | 5  | 64,28 | 5  | 92,67  |
| 6    | Elliana Pogrebinsky / Alex Benoit            | 153,92      | 6  | 62,93 | 6  | 90,99  |
| 7    | Laurence Fournier Beaudry / Nikolaj Sørensen | 152,52      | 7  | 62,82 | 7  | 89,70  |
| 8    | Alisa Agafonova / Alper Uçar                 | 143,90      | 8  | 59,31 | 8  | 84,59  |
| 9    | Sofja Jewdokimowa / Jegor Bazin              | 133,37      | 9  | 55,83 | 9  | 77,54  |
| 10   | Wiktoryja Kawalowa / Jurij Bielajew          | 129,55      | 10 | 54,64 | 10 | 74,91  |